# Froylán Ledezma
Froylán Ledezma Stevens (ur. 2 stycznia 1978 w San José) – kostarykański piłkarz występujący na pozycji napastnika.

## Kariera klubowa
Ledezma karierę rozpoczynał w 1994 roku w zespole LD Alajuelense. W 1996 roku zdobył z nim mistrzostwo Kostaryki oraz Copa Interclubes UNCAF. W 1997 roku ponownie sięgnął z klubem po tytuł mistrza Kostaryki. Po tym sukcesie przeszedł do holenderskiego zespołu AFC Ajax. W 1998 roku wywalczył z nim mistrzostwo Holandii oraz Puchar Holandii, który wygrał również rok później. Przez 3 lata w barwach Ajaksu nie rozegrał żadnego spotkania.
W 2001 roku Ledezma odszedł do paragwajskiego Cerro Porteño. Następnie grał w kostarykańskim Deportivo Saprissa, a w 2003 roku trafił do boliwijskiego The Strongest. W sezonie 2003 wywalczył z nim mistrzostwo fazy Clausura.
Na początku 2004 roku ponownie trafił do LD Alajuelense. W tym samym roku wygrał z nim Ligę Mistrzów CONCACAF, a w 2005 roku Copa Interclubes UNCAF oraz mistrzostwo Kostaryki. W 2006 roku grał na wypożyczeniu w greckim Akratitosie.
W połowie 2006 roku Ledezma podpisał kontrakt z austriackim Rheindorf Altach. W austriackiej Bundeslidze zadebiutował 6 sierpnia 2006 roku w przegranym 2:3 pojedynku z Rapidem Wiedeń. Przez rok w barwach Altach rozegrał 24 spotkania i zdobył 5 bramek. Potem przeniósł się do niemieckiego drugoligowca, FC Augsburg, którego barwy również reprezentował przez rok.
W 2008 roku Ledezma odszedł do austriackiej Admiry Wacker z Erste Ligi. W 2010 roku przeniósł się do CS Herediano. Na początku 2011 roku wrócił jednak do Admiry Wacker. W tym samym roku awansował z nią do Bundesligi. Tam w barwach Admiry grał przez pół roku, a potem po raz kolejny został graczem klubu LD Alajuelense.

## Kariera reprezentacyjna
W reprezentacji Kostaryki Ledezma zadebiutował w 1997 roku. W 2009 roku został powołany do kadry na Złoty Puchar CONCACAF. Zagrał na nim w meczach z Salwadorem (1:2), Jamajką (1:0), Gwadelupą (5:1) oraz Meksykiem (1:1 – gol, 3:5 w rzutach karnych). Z tamtego turnieju Kostaryka odpadła w półfinale.
W latach 1997–2009 w drużynie narodowej Ledezma rozegrał łącznie 22 spotkania i zdobył 6 bramek.